# OpenMosix

openMosixクラスターの遷移図

openMosixは、ネットワーク上で負荷を自動分散するシングル・システム・イメージ（SSI）機能を備えたオープンソースのクラスター管理システム‌。
ノードが参加しているネットワークの中からプログラムを速く処理できるマシンを探し、そのマシンに（スレッドではなく）プロセス単位で実行を割り当てる（これをプロセスマイグレーションという）。この方法は、特にI/Oが低から中程度の並列アプリケーションを実行する場合に効果がある。openMosixはLinuxカーネルのパッチとしてリリースされたが、あらかじめopenMosixがカーネルに組み込まれたLive CDもリリースされた。仮想化技術やマルチコアCPUの普及にともなってニーズが低下し、2008年に開発終了となった‌。以降、LinuxPMIプロジェクトがopenMosixコードにもとづく開発を継承した‌。

## 開発の経緯
当初はGPLライセンスで提供されていたMOSIXがプロプライエタリソフトウェアへの移行を決定したため、2002年にMoshe BarがMOSIXからのフォークとしてopenMosixを開発した。x86アーキテクチャ用Linuxカーネル2.4.x向けは安定版となったものの、Linux 2.6 カーネルへの移植はアルファに留まった。64ビット（AMD64）アーキテクチャはバージョン2.6以降でサポートされた。
openMosixはGentoo Linuxのカーネルパッチとして配布されていたが、2007年2月に同ディストリビューションのPortageツリーから除外された。
2007年7月15日、安価なマルチコア・プロセッサが入手しやすくなり、SSIクラスタのニーズが減少したとして、openMOSIXプロジェクトから2008年3月1日での終息が発表された
。
2008年3月1日以降、openMosixはリードオンリーのソースコードとしてSourceForge.netでホストされている。

## ClusterKnoppix
ClusterKnoppixは、Knoppixを基にあらかじめopenMosixが組み込まれたカーネルを持つLinuxディストリビューションである。
従来、コンピュータ・クラスターを構築するには、手作業でシステムのカーネルにパッチを適用しなければならないうえに、個々のコンピュータに対してリモートシェルで電子鍵を設定し、NFS共有を作成したり、hostfileを編集して静的なIPアドレスを設定したりする必要があった。ClusterKnoppixでは、ClusterKnoppixを実行するコンピュータが新たにネットワークに接続されると、自動的にクラスターへ参加できるように設定が行われるようになっているため、手作業による設定がほとんど必要ない。

### live CD
openMosixが含まれているLinuxのLive CD
- CHAOS（英語版） とても小さなブートCD。
- clusterKnoppix（英語版） （保守終了)
- dyne:bolic（英語版）
- Quantian（英語版） - clusterKnoppix上の科学技術ディストリビューション。

### openMosixクラスターのサイト
- Cluster at National Taras Shevchenko University of Kyiv
- Hydra
- MBG Cluster